# 青铜雕塑

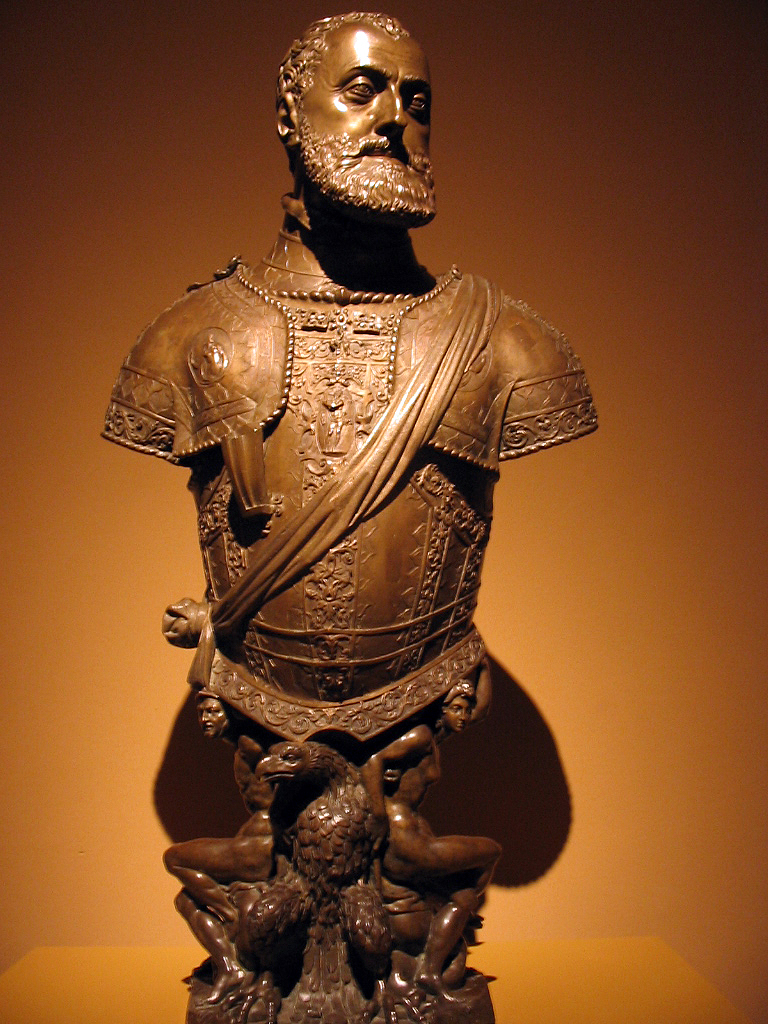
《查理五世》的青銅雕塑，16世紀

青銅雕塑是指用青铜製作的雕塑作品。青铜是人們铸造金属雕塑時最常用的金属；青铜可以用来制作雕像、浮雕、小型雕像和俑以及家具。這些青銅製品经常會被镀上金。青铜雕塑歷史相當久遠，可以追溯到公元前3,200年的美索不达米亚。
金屬雕塑多數都是用鑄造方法製作，鑄造是指將雕塑材料加熱到幾百摄氏温标，令材料熔化成液体狀態，再將這些液體倒入模具裏面，這些液體冷卻後就會呈固体狀態，最後雕塑製作者再對模具裡面的固體進行表面加工。常见的青铜合金具有不同寻常且令人向往的特性，即在凝固前会略微膨胀，从而填充模具。然后，随着青铜冷却，它又会收缩一点，這樣青銅更容易与模具分离。它们的强度和延展性（无脆性）也不錯，這樣相對於其他的陶瓷材料亦或時大理石雕塑相比时有顯著优势，因為在用青銅刻畫人物动作姿势時相對容易。
但使用青铜製作的話會不利于雕塑的保存；很少有大型古代青铜雕塑幸存下来，因为许多青铜雕塑在战争时期被熔化以制造武器或弹药，或者制作纪念胜利者的新雕塑。